# Ängsliga hjärta, upp ur din dvala
Ängsliga hjärta, upp ur din dvala är en psalm med text skriven 1847 av Carl Olof Rosenius. I Herde-Rösten 1892  råder lite annorlunda förhållanden då psalmen försetts med tre nya verser i texterna till nummer 2-4 av Aug. Davis medan verserna 1, 3-7 av Rosenius återges utan att denne uppges som författare.
Musik av Oscar Ahnfelt, 1850.

## Publicerad i
- Herde-Rösten 1892 som nr 450, under rubriken "Tröst och uppmuntran". Rosenius finns inte angiven som författare till de fyra av honom författade verserna.
- Nya Pilgrimssånger 1892, som nr 268 under rubriken "Strid och lidande".
- Nya psalmer 1921 som nr 589 under rubriken "Det Kristliga Troslivet: Troslivet hos den enskilda människan: Trons glädje och förtröstan".
- Sionstoner 1935 under rubriken "Nådens ordning: Trosliv och helgelse".
- Guds lov 1935 som nr 369 under rubriken "Erfarenheter på trons väg".
- 1937 års psalmbok som nr 379 under rubriken "Trons prövning under frestelser och lidanden".
- 1986 års psalmbok som nr 572 under rubriken "Vaksamhet - kamp - prövning".
- Svensk psalmbok för den evangelisk-lutherska kyrkan i Finland (1986) som nr 333 under rubriken "Tvivel och tro" med nogot annorlunda text än i Den svenska psalmboken.
- Psalmer och Sånger 1987 som nr 667 under rubriken "Att leva av tro - Verksamhet - kamp - prövning".[1]
- Lova Herren 1988 som nr 533 under rubriken "Guds barns tröst i kamp och prövning".